# Nördfräkentjärnen
Nördfräkentjärnen är en sjö i Malå kommun i Lappland och ingår i Skellefteälvens huvudavrinningsområde. Sjön har en area på 0,0568 kvadratkilometer och ligger 350 meter över havet.

## Delavrinningsområde
Nördfräkentjärnen ingår i det delavrinningsområde (724359-161963) som SMHI kallar för Inloppet i Stenträsket. Medelhöjden är 380 meter över havet och ytan är 9,37 kvadratkilometer. Räknas de 7 avrinningsområdena uppströms in blir den ackumulerade arean 84,36 kvadratkilometer. Verbobäcken som avvattnar avrinningsområdet har biflödesordning 3, vilket innebär att vattnet flödar genom totalt 3 vattendrag innan det når havet efter 168 kilometer. Avrinningsområdet består mestadels av skog (70 procent) och sankmarker (28 procent). Avrinningsområdet har 0,12 kvadratkilometer vattenytor vilket ger det en sjöprocent på 1,3 procent.